# عبدة (المغرب)

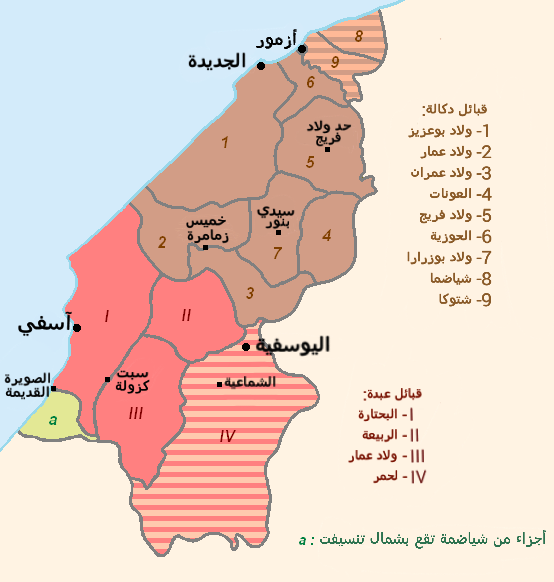
التقسيم القبائلي لجهة دكالة-عبدة

عبدة هو تحالف قبائلي عربي يقع بالمغرب متفرع عن بني معقل وبني هلال وغيرهم، تكوّن في غرب المغرب عند أفول الدولة المرينية.

## تاريخ
ينتمي حلف عبدة إلى عرب المعقل وبني هلال الذين إستوطنوا بسيط دكالة في أواخر عهد الدولة المرينية ؛ يقول العلامة المؤرخ أبي المحاسن الفاسي في كتاب الأقنوم في باب القبائل العربية المستعجمة في بادية زماننا ؛" وفي دكالة بنو هلال أولاد عمران وعبدة يقال أولاد بوعزيز الشرقية أولاد سبطة كذا الغربية وهكذا العونات أولاد فرج المجدوب منهم خرج، وإنضاف ذا الزمان أولاد دليم ، مع المنابهة كنا بهم عليم أولاد عمرو ثم آل عامر كذا الشياظمة كل سائر ".
وقد أشار لهم الدون خورخي دي هنين (1603م) الدبلوماسي ومرافق السلطان ابن زيدان بن أحمد المنصور الذهبي السعدي، في مذكراته قائلا : " وفي آسفي بدأ مولاي زيدان يسعى لاقناع عرب عبدة ودكالة لمساعدته بالفرسان من أجل القيام بمحاولة جديدة ضد المرابط. وقد وعده هؤلاء بتقديم ستة آلاف من الفرسان في نفس الوقت بدأ الأعراب من جهات مختلفة يتوافدون على آسفي للانضمام إلى صفوف مولاي زيدان الذي شرع في توزيع القماش والكتان والقلنسوة عليهم".
كما وصف عرب دكالة وعبدة القبطان جيمس رايلي (1770م)، هو رحالة ومستكشف أمريكي من أهل القرن الثامن عشر ميلادي أسر هو وطاقمه في رحلته للصحراء الافريقية بعد تحطم سفينته في سواحل الصحراء المغرب الاقصى ، فقبض عليه عرب أولاد أبي السباع الذين سيقضي معهم مدة ويتعرف على أحوالهم، وعلى باقي أحوال عرب الصحراء والمغرب بعد جولانه معهم فيه ومن المناطق التي زارها بلاد عبدة ودكالة، وعنها وسكانها يقول : "إقليمي عبدة ودكالة، التي يسكنها بالكامل عرب يعيشون في الخيام مزخرفة بالون اصفر و اخضر و احمر ، من داخل اما من خارج بيضاء و دو زخارف سوداء ونصبت بشكل مشابه لخيام عرب الصحراء، لاحظت أن هؤلاء الناس كانوا أفتح البشرة بكثير من عرب الصحراء، وذالك بسبب كون المناخ أكثر اعتدالا؛ لكونهم أقل تعرضا لأشعة الشمس، كما كانوا يرتدون ملابس أفضل".
كما جاء ذكر عبدة ودكالة في مجلة “L’Année géographique“ الجزء 14 المنشورة سنة 1878م عن جغرافية منطقة كالتالي : ” ولاية دكالة بلد من السهول خالية من الأشجار، يندر فيها الماء، ويبلغ عدد سكانها وهم من العرق العربي، نحو 100 ألف نسمة…، الاهتمامات الرئيسية لهؤلاء العرب هي زراعة الحبوب، أو الحناء، وكذلك تربية الماشية والنحل. وإلى الجنوب من هذه الولاية تبدأ ولاية عبدة، حيث تتناوب السهول الكبيرة مع التلال، وفيها ميناء صافي، وهو رابطها الرئيسي، ينتمي سكان محافظة عبدة البالغ عددهم 128.000 نسمة إلى أربع عشرة قبيلة عربية مقسمة بين أمرين (قائدين) ؛ يزرعون الحبوب ويربون الخيول ".

## الأصول العرقية
لا خلاف على إنتماء قبائل عبدة للعرب فإنها من العرب التي غزت بسائط دكالة وأزغار وتادلا في أواخر الدولة المرينية والتي أشار لها ابن خلدون قائلا ؛ "وبقيت البسائط من المغرب مثل ازغار وتامسنا وتادلا ودكالة اعتمرها الظواعن من العرب الطارئين عليها من جشم ورياح فعض المغرب ساكنة من امم لا يُحصيهم الا خالقهم" ؛ وإنما الخلاف وقع في أي قبيلة من العرب يمتد نسب عبدة ؛ والمجمع عليه وكما جاء في " موسوعة معلمة المغرب " ؛ أن عبدة هم ذوي عبيد الله من بني معقل وتصغير الإسم لعبدة من أجل تمييزهم عن بني عمهم بني حسان وأحمر ؛ وقال مؤرخ عبدة أحمد الكانوني العبدي في أصل عبدة أنها حافظت على إسمها العربي وهي من عرب الحجاز وفيها عرب معقل وجشم ؛ ولاتزال قبيلة عبدة الحجازية شهيرة وكبيرة البطون منها في العراق والسعودية وسوريا ؛ أما العلامة أحمد الصبيحي العبدي فقال أن عبدة نسبة إلى عبدة بن زيد الطيب بن مالك بن امرئ القيس بن مرثد بن حنظلة بن سبيع بن عبد نهم بن جشم بن عبد قيس  ؛ وهو نفس ما قال به العلامة محمد بن ادريس العبدى البحراوي في شرحه على نظمه الشذور الذهب في النحو لابن هشام، وكذالك ذهب العلامة عمر بن مبارك العبدي (1221 هـ) فصرح في تعليقه على كتاب انساب آل البيت من الشرفاء الأدارسة لصاحبه الشيخ العشماوي قائلا: 《 إن بعضهم بدكالة الحمراء بلدة عبد القيس المعروفين اليوم بعبدة 》 

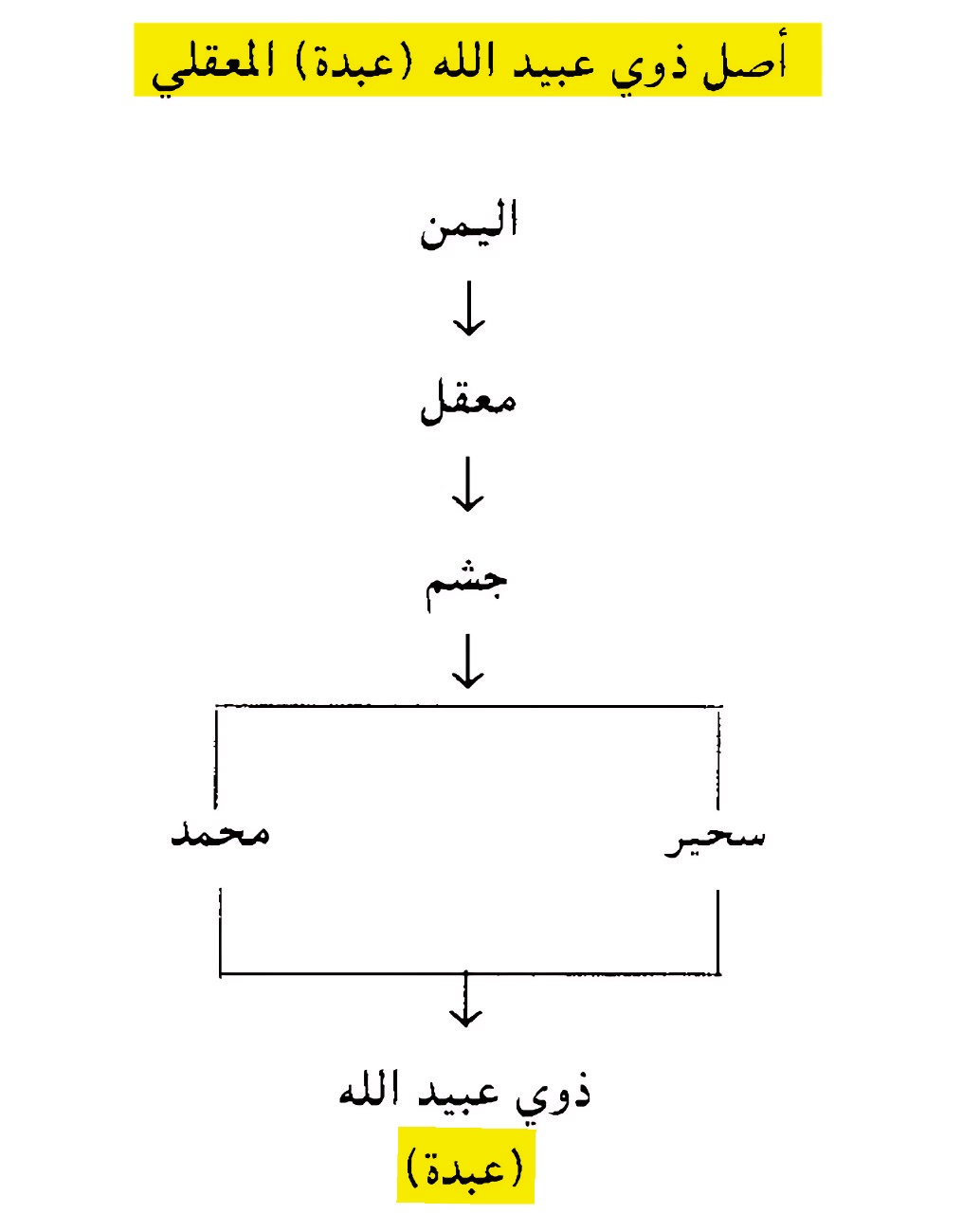
نسب قبائل عبدة العربية كما ورد في 《موسوعة معلمة المغرب》

ونشير إلى أن ابن فضل الله العمري والمقريزي قد أشَارَا في القرن الرابع عشر ميلادي إلى قبائل بربرية من لواتة في مصر منها فخد يسمى عبدة.

## فروع قبائل عبدة
يقول العلامة أحمد الكانوني العبدي مؤرخ عبدة في كتاب 《آسفي و ما إليه قديما و حديثا 》: " قبيلة عبدة لها ثلاث عماير – الربيعة – البحاترة – وآل عامر.
●فالربيعة لها أربعة بطون – البخاتي – الشهالى – الاضالعة – سحيم.
●فالبحاترة لها ستة بطون – آل غياث – أولاد سلمان – دربالة – تمره – أولاد زيد الجحوش واشجع ( الزع ).
● وآل عامر لها ثلاثة بطون الجرامنة – المويسات آل حسين – وكل بطن تحته أفخاذ وفصائل – وغالبها من عرب الحجاز وقد كان حول آسفى عرب سفيان من جشم أيضا ".